# Sound Affects
Az 1980-as Sound Affects a The Jam ötödik nagylemeze. Az albumon hallható az együttes második Egyesült Királyságbeli number one-ja, a Start!. A kiadó először a Pretty Green-t akarta kiadni kislemezen, de Paul Weller frontember kérésére végül a Start!-ot adták ki. A That's Entertainment egy akusztikus ballada, a Boy About Town és Dream Time dalokon kürtök hallhatók.
2006-ban a Q magazin a 15. helyre rakta a '80-as évek 40 legjobb albuma listáján. Szerepel az 1001 lemez, amit hallanod kell, mielőtt meghalsz című könyvben.

## Az album dalai
| 1. | Pretty Green          | Paul Weller | 2:37 |
| 2. | Monday                | Weller      | 3:02 |
| 3. | But I'm Different Now | Weller      | 1:52 |
| 4. | Set the House Ablaze  | Weller      | 5:03 |
| 5. | Start!                | Weller      | 2:33 |
| 6. | That's Entertainment  | Weller      | 3:38 |

| 1. | Dream Time                | Weller                             | 3:54 |
| 2. | Man in the Corner Shop    | Weller                             | 3:12 |
| 3. | Music for the Last Couple | Rick Buckler, Bruce Foxton, Weller | 3:45 |
| 4. | Boy About Town            | Weller                             | 2:00 |
| 5. | Scrape Away               | Weller                             | 2:00 |

## Fordítás
Ez a szócikk részben vagy egészben a Sound Affects című angol Wikipédia-szócikk ezen változatának fordításán alapul.  Az eredeti cikk szerkesztőit annak laptörténete sorolja fel. Ez a jelzés csupán a megfogalmazás eredetét és a szerzői jogokat jelzi, nem szolgál a cikkben szereplő információk forrásmegjelöléseként.